# Bibliothek und Medienzentrale der Evangelischen Kirche der Pfalz
Die Bibliothek und Medienzentrale der Evangelischen Kirche der Pfalz / Landeskirchenrat (BMZ Speyer) befindet sich in der Roßmarktstraße 4 in Speyer. Fachbereichsleiterin dieser Spezialbibliothek ist Karin Feldner-Westphal. Von 1992 bis 2022 war Traudel Himmighöfer die Leiterin.

## Aufgaben und Bestand
Die Bibliothek und Medienzentrale ist eine Dienstleistungseinrichtung der Evangelischen Kirche der Pfalz. Sie ist zuständig für die Literatur- und Medienversorgung und die fachspezifische Informationsvermittlung im Bereich ihrer Landeskirche. Sie stellt ihre Materialien und Informationen für sämtliche kirchlichen Handlungsfelder zur Verfügung. Darüber hinaus ist sie über Konfessionsgrenzen hinweg offen für alle, die sich über Theologie, Kirche und Welt informieren und weiterbilden wollen. Die von der BMZ initiierten Ausstellungen, Autorenlesungen und Vorträge sowie ihre Publikationen sind Teil kirchlicher Bildungs- und Öffentlichkeitsarbeit. Die sich mit den Potenzialen der Reformation auseinandersetzenden „Speyerer Vorträge“, die die Kirchenhistorikerin Irene Dingel in den Jahren 2013 bis 2020 in der Bibliothek und Medienzentrale gehalten hat, wurden 2023 von ihr publiziert.
Zugleich ist die BMZ Behördenbibliothek für die Mitarbeitenden des Landeskirchenrats. Sie pflegt das kirchlich-kulturelle Erbe der pfälzischen Landeskirche u. a. durch die Bewahrung und Erschließung wertvoller Altbestände aus früheren Pfarrbibliotheken.
Der Online-Katalog verzeichnet den Gesamtbestand der BMZ: 153.000 Bücher, 15.000 audiovisuelle Medien (DVDs, Videokassetten, Audio-CDs, CD-ROM, Folien, Dias, Medienpakete), 220 abonnierte Fachzeitschriften, 75 Online-Zeitschriften, 750 Online-Videos, 700 E-Books, 23.000 Unterrichtsmaterialien, 1200 Werke vorwiegend geistlicher Musik mit 100.000 Notenblättern. Dazu: 470.000 Aufsätze aus Zeitschriften und Sammelwerken, darunter u. a. wissenschaftliche Beiträge, Predigtnachweise, Andachten, Gottesdienste, Bibelarbeiten, Unterrichtseinheiten etc.
Die Benutzung der BMZ ist gebührenfrei. Der Verleih erfolgt als Direktausleihe. Als öffentliche Einrichtung stehen die Materialien und Dienstleistungen allen Interessierten zur Verfügung.